# 준 록하트
준 록하트(June Lockhart, 1925년 6월 25일 ~ )는 미국의 연극 배우, 영화배우, 텔레비전 배우이다.

## 생애

### 어린 시절
준 록하트는 1925년 6월 25일 뉴욕시에서 태어났다. 그녀는 1933년 아, 와일더니스! 브로드웨이에서 두각을 나타낸 캐나다계 미국인 배우 진 록하트와 영국 태생 배우 캐슬린 록하트(결혼 전 성씨 아서)의 딸이고 그녀의 할아버지는 "콘서트 가수"인 존 코츠 록하트였다.
록하트는 캘리포니아 비벌리힐스에 있는 웨스트레이크 여자 학교에 다녔다.

### 개인 생활
1951년, 록하트는 존 F.와 결혼했다. 말로니. 그들에게는 앤 캐슬린과 준 엘리자베스라는 두 딸이 있었는데 그 부부는 1959년에 이혼했다. 그녀는 같은 해에 건축가 존 린제이와 결혼했지만, 1970년 10월에 이혼했고 그녀는 재혼하지 않았다. 로마 가톨릭 신자인 록하트는 딸 앤, 배우 케이 렌츠와 함께 1985년 교황 요한 바오로 2세를 만났다.
록하트는 미국 대통령 후보들과 그들에 대한 언론의 보도에 평생 동안 매료되어 왔는데 그녀의 기자 친구 메리먼 스미스는 1956년 대통령 선거에서 두 주요 정당 후보인 드와이트 D와 함께 여행하도록 주선했다. 아이젠하워와 아들라이 스티븐슨. 그녀는 1960년 선거에서 다시 두 선거운동을 함께 했다. 1957년, 그녀는 평생 백악관 기자증을 취득하고 2004년까지 많은 대통령 브리핑에 참석했다.
비록 위대한 세대의 아이였지만, 록하트는 록 음악을 받아들이고 떠오르는 록 밴드들이 만든 음악을 자발적으로 들었다. 수많은 인터뷰에서 그녀의 로스트 인 스페이스 공동 출연자 빌 마미는 그와 안젤라 카트라이트를 데리고 할리우드의 위스키 어 고에서 열린 콘서트에 참석했다고 밝혔다. 그녀는 유명한 데이비드 보위의 팬이며, 종종 지갑에 그의 사진을 보관하곤 했는데 1970년 버지니아 그레이엄 쇼에서 함께 출연한 록하트는 배우 아트 메타노, 성소수자 성직자 트로이 페리와 함께 그레이엄의 동성애자에 대한 도덕적 어조에 대해 이야기했다.

### 상수
2025년 6월 25일, 록하트는 100세가 되었다.

## 활동

### 영화 활동
록하트는 1938년 영화 '크리스마스 캐롤'에서 부모님을 상대로 영화 데뷔를 했습는데 그녀는 또한 Meet Me in St.에서 조연 역할을 맡았다. 루이스; 요크 병장; 이 모든 것, 천국도; 그리고 더 이어링이고 그녀는 라시의 아들(1945)에서 중요한 역할을 했으며, 이 개념은 12년이 넘는 시간 후 텔레비전 시리즈 라시에서 다시 자세히 다루었는데 그녀는 런던의 셰 울프(1946)의 최고 시청률을 기록한 스타였다.

### 텔레비전 활동
토너먼트 퍼레이드에, 그리고 5년 동안 추수감사절 퍼레이드에 호스티스로 출연했다.
1986년, 록하트는 판타지 영화 트롤에 출연했다. 그 영화에서 그녀의 캐릭터의 젊은 버전은 그녀의 딸 앤 록하트가 연기했는데 그들은 이전에 텔레비전 시리즈 매그넘, P.I. (1981)의 "Lest We Forget" 에피소드에서 같은 나이대의 여성을 연기한 적이 있었다. 1991년, 록하트는 TV 시트콤 '풀 하우스'에서 미셸 태너의 유치원 교사인 윌트루트 양으로 출연했다. 그녀는 또한 30년 전에 출연했던 텔레비전 시리즈를 바탕으로 한 1998년 영화 '로스트 인 스페이스'에 카메오로 출연했다. 2002년에는 드류 캐리 쇼의 두 에피소드에 루이스의 어머니 미스티 키니스키 역으로 출연했으며, 드류의 어머니 역을 맡은 동료 TV 엄마 마리온 로스와 함께 출연했다.
2004년, 록하트는 포커스 온 더 패밀리의 라스트 찬스 탐정 오디오 케이스에서 엠마 파울러 할머니 역을 맡았다. 록하트는 라스베이거스 에피소드에서 제임스 칸의 어머니 역으로 출연했으며, 이후 콜드 케이스와 그레이 아나토미 에피소드, 2007년 ABC 패밀리 텔레비전 영화 홀리데이 인 수갑, 2007년 장편 영화 웨슬리에 게스트로 출연했다.
2013년 2월, 록하트는 실사 영상과 3차원 그래픽을 결합한 비디오 게임인 Tesla Effect의 촬영을 시작했는데 이 게임은 2014년 5월에 출시되었다.

## 출연 작품
- 더 리메이크 (2016년)
- 슈퍼 카퍼스 (2009년)
- 홀리데이 인 핸드커프 (2007년)
- 로스트 인 스페이스 (1998년)
- 더 드류 캐리 쇼 (1995년)
- 고립 지대 (1995년)
- 에이리언의 위장 침투 (1995, Out There)
- 악몽의 섬 (1992년)
- 스텝 바이 스텝 (1991년)
- 모델 광살 (1991년)
- 비버리힐즈의 아이들 (1990년)
- C.H.U.D. II - 버드 더 추드 (1989년)
- 할리우드의 출세기 (1989년)
- 풀 하우스 (1987년)
- 트롤 (1986년)
- 산타의 북극 마을 (1984년)
- 낯선 침입자 (1983년)
- 버터플라이 (1982년)
- 날으는 슈퍼맨 (1981년)
- 사랑의 선물 (1978년)
- 형사 Q (1976년)
- 제12순찰대 (1968년)
- 털보 가족 (1966년)
- 우주가족 로빈슨 (1965년)
- 래시 - 크리스마스 테일 (1963년)
- 서부의 파라딘 (1957년)
- 클라이막스! (1954년)
- 달려라 래시 (1954년)
- 스튜디오 원 (1948년)
- 티-멘 (1947년)
- 쉬-울프 오브 런던 (1946년)
- 이지 투 웨드 (1946년)
- 애정 (1946년)
- 래시의 아들 (1945년)
- 더 화이트 클리프스 오브 도버 (1944년)
- 세인트 루이스에서 만나요 (1944년) - 루실 발라드 역
- 언제나 영원히 (1943년)
- 미스 애니 루니 (1942년)
- 요크 상사 (1941년)
- 크리스마스 캐롤 (1938년)